# Олонка
Оло́нка — река в Карелии. Протекает по Олонецкому району.
Река вытекает из Утозера на высоте около 70 м. Основное направление течения — с севера на юг, но около места впадения притока Мегреги река поворачивает и течёт с востока на запад к Ладожскому озеру, куда и впадает.
В нижнем течении вдоль реки проходит железная дорога Янисъярви — Лодейное Поле.
Река использовалась для лесосплава вплоть до 1975 года.
В реке добывался жемчуг, используемый для изготовления украшений.

## Бассейн
Важнейшие притоки Мегрега, Тукса, Болос-Ручей и Улванка.
К бассейну Олонки относятся озёра:
- Утозеро (исток Олонки)
- Коткозеро
- Виллалское
- Ладва
- Канзозеро
- Торосозеро
- Новинское
- Линдоярви

При впадении Мегреги в Олонку расположен город Олонец, названный по названию реки. На месте Олонца по археологическим данным в III—II тысячелетиях до н. э. располагалась стоянка древнего человека.

## Ссылки

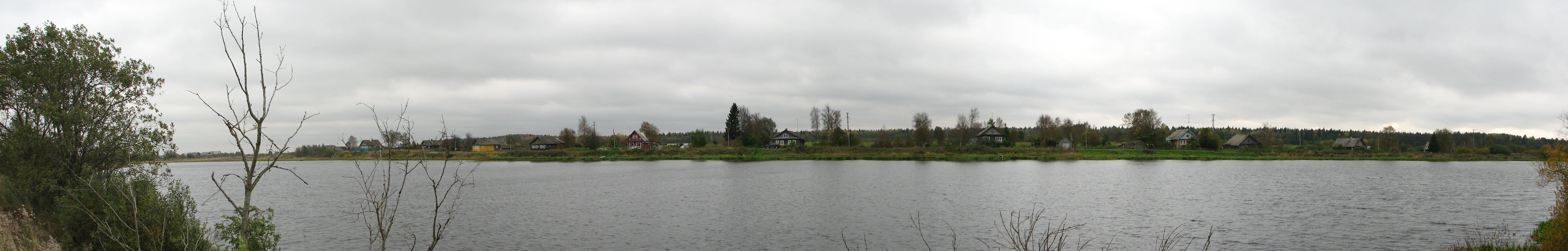
Панорамная фотография реки Олонки вблизи деревни Герпеля